# N33 (Demokratische Republik Kongo)
Die N33 ist eine Fernstraße in der Demokratischen Republik Kongo, die in der Nähe Golua von der N5 abzweigt und in Kabondo Dianda an der Zufahrt zu der N1 endet. Sie ist 589 Kilometer lang.